# Керченский государственный морской технологический университет
Керченский государственный морской технологический университет (Керченский государственный технологический университет ) Rus — высшее учебное заведение, которое готовит кадры для рыбопромышленной отрасли и торгового международного флота.
На балансе университета находятся учебно-тренировочное судно «Катран» и учебно-морская база. В университете создан учебно-тренажерный центр как подразделение отраслевого значения по подготовке и аттестации плавсостава морских судов соответственно Конвенции ПДНВ. Университет имеет 5 учебных корпусов и благоустроенное 8-этажное общежитие, в котором предоставляются места всем иногородним студентам дневной и заочной форм обучения.

## История
3 мая 1984 года распоряжением Совета Министров СССР был основан Керченский филиал Калининградского технического института рыбной промышленности и хозяйства, который был подчинен Министерству высшего образования Украинской ССР.
27 февраля 1992 года на базе Керченского филиала Калининградского технического института рыбной промышленности и хозяйства было создано самостоятельное учебное заведение — Керченский морской технологический институт (КМТИ).
В 1997 году Керченский морской технологический институт передан в состав предприятий и организаций Министерства рыбной промышленности Украины. В соответствии с предложением Государственного департамента рыбного хозяйства Украины на базе ВУЗа был сформирован учебно-научно-производственный комплекс. Основателями комплекса являются Керченский морской технологический институт, Херсонское мореходное училище рыбной промышленности, Одесское мореходное училище рыбной промышленности им. Алексея Соляника, Белгород-днестровский морской рыбопромышленный техникум, Южный научно-исследовательский институт рыбного хозяйства и океанографии (ЮгНИРО).
В этом же году в состав института на правах структурного подразделения был введен Керченский судомеханический техникум.
12 июля 2006 года на базе Керченского морского технологического института (КМТИ) создан Керченский государственный морской технологический университет (КГМТУ).
В 2007 году университет переведен из под непосредственного подчинения Министерства аграрной политики в подчинение Государственного комитета рыбного хозяйства Украины. При этом в части методического обеспечения сохранены непосредственные связи университета с Научно-методическим центром департамента аграрного образования и науки Министерства аграрной политики Украины.
В 2008 году Керченский государственный морской технологический университет получил сертификат об аккредитации высшего учебного заведения ІІІ уровня.
В 2009 году КГМТУ внесен в Государственный реестр высших учебных заведений Украины.

## Структура университета
В составе университета функционируют три факультета:
- Морской факультет
- Технологический факультет
- Факультет последипломного образования

И четыре учебных подразделения:
- Керченский судомеханический техникум
- Белгород-днестровский морской рыбопромышленный техникум
- Одесское мореходное училище рыбной промышленности им. Алексея Соляника
- Херсонское мореходное училище рыбной промышленности

## Направления подготовки и специальности
- Направление 6.070104 «Морской и речной транспорт» — уровень «Бакалавр»;
- Специальность 7.07010401 «Судовождение» — уровень «Специалист»;
- Направление 6.070104 «Морской и речной транспорт» — уровень «Бакалавр»;
- Специальность 7.07010402 «Эксплуатация судовых энергетических установок» — уровень «Специалист»;
- Направление 6.070104 «Морской и речной транспорт» — уровень «Бакалавр»;
- Специальность 7.07010404 «Эксплуатация судового электрооборудования и средств автоматики» — уровень «Специалист»;
- Направление 6.050702 «Электромеханика» — уровень «Бакалавр»;
- Специальность 7.05070204 «Электромеханические системы автоматизации и электропривод» — уровень «Специалист»;
- Направление 6.030504 «Экономика предприятия» — уровень «Бакалавр»;
- Специальность 7.03050401 «Экономика предприятия» — уровень «Специалист»;
- Направление 6.030509 «Учет и аудит» — уровень «Бакалавр»;
- Специальность 7.03050901 «Учет и аудит» — уровень «Специалист»;
- Направление 6.040106 «Экология, охрана окружающей среды и сбалансированное природопользование» — уровень «Бакалавр»;
- Специальность 7.04010601 «Экология и охрана окружающей среды» — уровень «Специалист»;
- Специальность 8.04010601 «Экология и охрана окружающей среды» — уровень «Магистр»;
- Направление 6.090201 «Водные биоресурсы и аквакультура» — уровень «Бакалавр»;
- Специальность 7.09020101 «Водные биоресурсы» — уровень «Специалист»;
- Специальность 8.09020101 «Водные биоресурсы» — уровень «Магистр»;
- Направление 6.051701 «Пищевые технологии и инженерия» — уровень «Бакалавр»;
- Специальность 7.05170105 «Технологии хранения и переработки водных биоресурсов» — уровень «Специалист»;
- Направление 6.050503 «Машиностроение» — уровень «Бакалавр»;
- Специальность 7.05050313 «Оборудование перерабатывающих и пищевых производств» — уровень «Специалист»;
- Направление 6.130102 «Социальная работа» — уровень «Бакалавр».

Аспирантура университета проводит подготовку по следующим научным специальностям:
- 03.00.17 «Гидробиология»;
- 05.05.03 «Двигатели и энергетические установки»;
- 05.09.03 «Электротехнические комплексы и системы»;
- 22.00.04 «Специальные и отраслевые социологии».